# Jaczo von Gützkow
Jaczo von Gützkow (* 1244; † nach 16. Mai 1303) war ein Graf von Gützkow.

## Forschungsgeschichte
Graf Jaczo II. von Gützkow wird in der Forschung des 20. Jahrhunderts als Sohn von Graf Johann I. von Gützkow gesehen. Noch im 19. Jahrhundert sah man ihn als Sohn von Jaczo I. von Gützkow und Dobroslawa von Pommern.
Während Theodor Pyl und auch Adolf Hofmeister davon ausgehen, dass es neben Jaczo II. († nach 1295) noch die nachfolgenden gleichnamigen Grafen Jaczo III. (1280–1303 urkundlich genannt) und Jaczo IV. gegeben hat, lehnt Johannes Hoffmann den Jaczo IV. ab. Rodgero Prümers zählt bereits zuvor im Pommerschen Urkundenbuch ebenfalls ausschließlich bis Jaczo III., wobei er hier wohl vor allem auf die Urkunden von 1283, 1295 und 1299 abzielt, wo dieser als Jacob genannt wird. Roderich Schmidt nennt dann keinen Grafen Jaczo III. mehr und auch bei Detlev Schwennicke wird nur noch von einem Jaczo II. ausgegangen.
Die Notwendigkeit einer Trennung in Jaczo II. und III. ergäbe sich ausschließlich, wenn für Jaczo II. mehrere Söhne anzunehmen sind, wie Pyl und Hoffmann das teilweise getan haben, da als erwiesen gilt, das Bernhard von Gützkow keinen Bruder hatte. Hoffmann räumt jedoch einschränkend ein: „Andererseits wäre es denkbar, dass nur Bernhard und Margarete Nachkommen Jaczos II. waren.“ Hinzu kommt die Tatsache, dass in einer Urkunde von 1295 zwei Jaczo genannt wurden, wobei aber undeutlich bleibt, ob es sich jeweils um denselben, also letztlich doch nur um einen Jaczo II. (1262–1303 urkundlich genannt) handelt.

## Urkundliches Auftreten
Für das Jahr 1249 ist aus einer fehlerhaften Abschrift von 1416 bzw. 1421 die Verlobung des demnach fünfjährigen Jaczo II. und der demnach zweijährigen Cecislawa von Putbus (* 1247; † nach 1295), Tochter des Stoislaw II. von Vilmnitz und der Greta von Pedebuz. Die Hochzeit soll 1262 vollzogen worden sein, was Jaczo II. die terra Streu auf Rügen als Lehen der Fürsten von Rügen zutrug.
Am 6. Dezember 1280 trat Graf Jaczo II. von Gützkow erstmals in durch Herzog Bogislaw IV. ausgestellten Urkunde als Zeuge auf. Der Herzog bezeichnete ihn bei diesem Anlass als seinen Vetter (Jakeze domicelli de Gutzekowe, consanguinei nostri). Am 4. Juni 1283 bestätigt Herzog Bogislaw IV. Anlässlich der Bestätigung der in der Gründungsurkunde der Stadt Greifenhagen verliehenen Besitzungen und Gerechtsame durch Herzog Bogislaw IV. am 4. Juni 1283 wurde Jaczo II. (nobilis domicelli Jacobi de Gutzekowe) erneut unter den Zeugen aufgeführt. Als Herzog Bogislaw IV. der Stadt Greifenhagen am 5. Juni 1283 die Marktgerechtigkeit von Woltin, Neumark und Fiddichow, sowie unbeschränkten freien Holzhieb zum Bauen überließ, wurde nobilis vir Jakezo comes de Gutzekowe erneut unter den Urkundenzeugen genannt.
Bei der vertraglichen Einigung zwischen den Herzögen von Pommern, den Markgrafen von Brandenburg und den Fürsten von Rügen am 13. August 1284 wurden unter den Vasallen die Herren Verenbertus comes de Gutzekow, Adam de Gutzekow und Jacce de Gutzekow aufgeführt. Während Verenbert als Sohn des Grafen Konrad von Gützkow angesehen wurde, ist Adam den Burgmannen von Wieck vor Gützkow zuzuordnen. Bei letzterer Familie ist der Name Jacce sonst unbekannt, da auch der Zusatz comes oder wenigstens domicelli o. ä. fehlt, ist eine eindeutige Zuordnung oder Gleichsetzung mit Jaczo II. schwierig.
Als Herzog Bogislaw IV. in Anklam mit Zustimmung seiner Brüder, den Herzögen Barnim II. und Otto I. am 3. April 1286 dem Kloster Ivenack das Dorf Klokow schenkte, trat Jaczo II. als nobiles vir dominus Jakezo comes de Guczekowe erneut als Urkundenzeuge auf. Auch am 4. September 1286, als dieselben Herzöge in Ueckermünde dem Kloster Broda die freie Fischerei mit einem großen Netz im Haff schenkten, war Jaczo unter den Urkundenzeugen. Das Kloster Reinfeld erhielt vom Herzog am 15. August 1287 das Dorf Teusin in der Vogtei Demmin, erneut war nobilis vir dominus Jakezo comes de Guthzecowe Urkundenzeuge.
Im Jahre 1288 überwies Graf Jatzkowen Anteile aus dem Dorf Weitenhagen an das Kloster Eldena. dominus Jakzo comes in Guthzecowe war ebenfalls Urkundenzeuge für Herzog Bogislaw IV., als dieser am 29. Juni 1289 dem Kloster Reinfeld Verschreibungen aus den Dörfern Bollenthin und Reudin (Roidin) auftrug und noch ein weiteres Mal für die Herzöge Bogislaw IV., Barnim II. und Otto I., als diese am 25. Oktober 1289 dem Kloster Stolpe 22 Hufen im Dorf Relzow und das ganze Dorf Donyn nebst der Vogtei und Gerichtsbarkeit in allen Besitzungen übertrugen. Hier zeugte Jaczo erneut gemeinsam mit Ritter Adam von Gützkow, aus der gleichnamigen Ministerialenfamilie.
Bei der Schenkung des Dorfes Kleeth an das Kloster Reinfeld durch Herzog Bogislaw IV. am 7. April 1290 traten die Grafen Jaczo II. (Jakzo comes de Gutzecowe) und Johann II. von Gützkow (Johannes domicellus de Guthzecowe) in Treptow als Urkundenzeugen auf.
Im Jahre 1290 verzichteten die Grafen zu Gützkow zugunsten des Klosters Grobe auf ihre Gerechtigkeit am Lieper Winkel. Im Jahr darauf, am 4. Juli 1291 trat Jacso comes de Gützko erneut als 1. Urkundenzeuge für Herzog Bogislaw IV. auf, als dieser der Stadt Stargard die Heide um Priemhausen übertrug. Zu diesem Anlass bezeichnet ihn der Herzog als cognatus noster, also als seinen Vetter.
1294 trat Graf Jaczo II. von Gützkow zweimal als herzoglicher Urkundenzeuge auf. Zuerst als dominus Jaxzo comes de Gutszecow am 24. April, als sich die Herzöge Barnim II. und Otto I. in Anklam gegenüber der Stadt Stettin verpflichteten, an der Oder, dem Haff und der Swine keine Befestigungen anzulegen. Dann, am 22. August in Stargard, als beide Herzöge der Stadt Anklam den Gebrauch des Stralsunder Scheffels bestätigten. Zu diesem Anlass wurde Jaczo erneut als Vetter (nostri dilecti consagwinei) tituliert.
Jackzo dominus in Gutsecow und seine Gemahlin Cezislaua domina in Gutsecow verkauften am 24. Januar 1295 in Greifswald dem Kloster Eldena für 1100 Mark Pfennige den nördlichen Teil von Mönchgut aus ihrer Herrschaft Streu auf Rügen. Noch am selben Tag bestätigten Fürst Wizlaw II. von Rügen sowie seine Söhne Wizlaw III. und Sambor in Greifswald den Verkauf. Wenige Tage später, am 2. Februar, bestätigten die Herzöge Barnim II. und Otto I. in Kolbatz dem dortigen Kloster alle Rechte und Besitzungen und nahmen das Kloster unter ihren Schutz. Unter den Urkundenzeugen werden dominus Jacobus et dominus Johannes, comites de Gutzekow genannt. Schließlich war nobilis vir dominus Jaczo comes de Gutzekow erster Vertreter der Verhandlungskommission und Zeuge der herzoglichen Landesteilung in die Herzogtümer Pommern-Stettin und Pommern-Wolgast am 1. Juli. Hierbei trat er in der zweiten Urkunde gemeinsam mit Graf Johann von Gützkow (nobiles viri Jaczo et Johannes, comites de Guzekowe) als einziger Zeuge auf.
In einer in Greifenberg ausgestellten Urkunde vom 18. Juni 1297, Angelegenheiten den Ritters Johann von Heydebreck betreffend, wurden erneut comes Jakch de Gutsecowe an erster Stelle und comes Johannes de Gutsecowe an siebenter Stelle unter den Urkundenzeugen genannt.
Am 13. April 1298 verzichteten Jaczko et Johannes, domini Guzkowenses nach Vermittlung durch Abt Heinrich zu Eldena und Ritters Heinrich von Behr zugunsten des Klosters Usedom auf ihre Besitzungen im Lieper Winkel. Es wurde dabei einerseits auf eine frühere Verhandlung in Schlatkow vom 6. September 1297 und andererseits auf Bischof Conrad III. von Cammin verwiesen, der den Gützkower Grafen die Ländereien im Lieper Winkel zugewiesen hatte. Wizlaw II. und seine Söhne Wizlaw III. und Sambor erneuerten am 23. April 1298 die Belehnung mit Streu für contulimus nobili viro domino Yakzen comiti de Gutzekowe, et suis heredibus. Noch einmal, am 25. Dezember 1298 trat dominus Jacze comes de Gutzekow als Urkundenzeuge für Herzog Bogislaw IV. auf, als dieser dem Nonnenkloster die Bede des Dorfes Cunow übertrug.
Herzog Bogislaw IV. von Pommern-Wolgast übertrug am 21. Juli 1299 in Cammin dem Kloster Buckow Anteile am Dorf Bulgrin. Urkundenzeuge war Jacop comes de Gutsekowe. Am 2. August selben Jahres verlieh der Herzog der Stadt Belgard das Lübische Recht. Jaczo trat als erster Zeuge vor den Geistlichen auf und wurde bei dieser Gelegenheit erneut als herzoglicher Vetter (nobilis vir dominus Jatzo comes de Gutzkow, consanguineus noster dilectus) tituliert. Am 14. August 1299 schenkte Herzog Bogislaw IV. dem Kloster Wollin, in welches gerade seine Tochter Jutta, die nachmalige Äbtissin im Kloster Krummin, eingetreten war, das Dorf Cunow. dominus Jaczo comes de Gutzecowe trat erneut als Urkundenzeuge auf.
Im Jahre 1300 sind noch zwei Nennungen Jaczos als Urkundenzeuge von Herzog Bogislaw IV. bekannt. Einmal am 23. März bei der Übertragung des Dorfes Dadow an die Stadt Greifenberg als nobilis Jaczo comes de Guzekowe und ein weiteres Mal bei der Übergabe der Dörfer Kröslin, Vencemin und Freest nebst der Insel-Wiese Kleiner Wotig und einige Fischerei zum Eigentum an das Kloster Eldena am 16. September als Jaczko dominus Guzkowensis.
Aus dem Jahre 1301 sind ebenfalls zwei Urkundenbezeugungen durch Graf Jaczo von Gützkow bekannt. Am 6. Juni zeugt er für seinen Herzog Bogislaw IV. als nobilis dominus Jacze comes de Gutzecow als dieser in Wollin der Stadt Stettin einigen Grundbesitz verleiht, und am 10. bzw. 11. Juni als noster dilectus consanguineus dominus Jacze comes de Gutzecow, also erneut als Verwandter des Herzoges herausgestellt und auch als erster unter den Zeugen vor den Geistlichen gelistet, bei einer Geldschuld und Pfandgabe durch den Herzog an der Stadt Wollin.
Ein letztes Mal trat dominus Jaczo de Gutzecowe, wieder als Urkundenzeuge, in Erscheinung als Herzog Bogislaw IV. am 16. Mai 1603 dem Kloster Wollin verschiedene Rechte übertrug. Wenig später dürfte er verstorben sein.

## Familie
Zur familiären Einbindung des Grafen Jaczo II. lassen sich lediglich teilweise gesicherte Angaben machen.
So wurden als Eltern Jaczo I. und eine Tochter eines Herzogs Bogislaw aus dem Greifenhause im Fachdiskurs mit plausiblen Indizien vorgetragen. Dennoch entschieden sich die Diskutanten des 20. Jahrhunderts dazu, Johann I. als Vater Jaczos II. anzusehen. Für oder gegen beide Varianten ließen sich im ausgewiesenen Material keine hinlänglichen Beweise finden.
Gesichert hingegen, also einvernehmlich dargestellt und urkundlich gut fassbar ist die Ehe mit Cecislawa von Putbus (* 1247; † nach 1295), Tochter des Stoislaw II. von Vilmnitz und der Greta von Pedebuz. Gemeinsam gelten die Eheleute mit ihrer Heirat im Jahre 1262 als Stifter des Franziskanerklosters Greifswald, das späterhin als Grablege für die Familie diente.
Als unstrittige Nachfahren Jaczo II. werden einvernehmlich nachstehende Geschwister ausgewiesen:
- Bernhard von Gützkow (⚔ 7. September 1319 bei Oldenwöhrden), 1315 Teilnehmer am Markgrafenkrieg auf der Seite Witzlaws III. von Rügen, urkundlich genannt 1317 beim Frieden zu Templin als Parteigänger Erichs von Dänemark
- Margarethe von Gützkow († nach 1334) ⚭ 30. Juli 1322 in Trankær, Laurentz Jonsson Panter (* um 1280; † 2/6. April 1340), dänischer Reichsdrost

Unklar beliebt dabei, ob es sich um Enkel oder Kinder handelt. Sollten es seine Enkel sein, wäre als Zwischenglied Jaczo III. (Jacob) in die Filiation einzuschieben. Seine tatsächliche Existenz ist jedoch keinesfalls gesichert und auch seine postulierte Ehe mit einer werlischen Fürstentochter ist stark umstritten. So merkt Hofmeister an: „Auch die Tochter Johanns I. von Werle als Frau eines Jaczo III. steht auf recht schwachen Füßen.“
Johann II. von Gützkow († nach 1314), welcher mit Jaczo gemeinsam fünf Mal urkundlich auftrat und bis 1314 genannt wurde, soll nach Pyl ein Sohn des Jaczo II gewesen sein. Schwennicke hingegen weist diesen, ohne Zweifel erkennen zu lassen, als ersten Sohn Konrads und älteren Bruder des Nikolaus von Gützkow aus. Er käme dann an dieser Stelle, da Bernhard keine männlichen Geschwister hatte, auch lediglich als Bruder des nur unsicher anzunehmenden Jaczo III. (Jacob) in Frage.
Auch Barbara von Gützkow († vor 1323), welche 1303 als Äbtissin in Krummin gewesen sein soll, könnte zeitlich als Tochter Jaczos II. eingeordnet oder angesehen werden. Urkundliche Nachrichten zu ihr fehlen jedoch gänzlich, so dass über ihre tatsächliche Existenz ebenfalls keine Gewissheit besteht.